# Heinrich Schott
Heinrich Schott (1759, Breslavia - 18 de julio de 1819, Viena ) fue un botánico y horticultor austriaco.

## Biografía
Era el padre del taxónomo Heinrich Wilhelm Schott (1794-1865). Fue jardinero real, en el Jardín Botánico de la Universidad de Viena, y del Conde de Wittrowsky en Brno.

## Honores

### Epónimos
Especies
- (Apiaceae)  Peucedanum schottii Besser ex DC.[5][6]